# 升本喜兵衛 (四代)
四代升本 喜兵衛（ますもと きへえ、1897年1月1日 - 1980年11月28日）は、日本の法学者・弁護士・裁判官・実業家。商法学者。法学博士（中央大学）。中央大学理事長・総長・学長。兵庫県養父郡八鹿町出身。升本喜兵衛3代目の娘婿。

## 来歴
1915年海城中学校・高等学校卒業。1919年中央大学法学部卒業。司法官試補。東京地方裁判所判事。1924年東京地方裁判所退官。弁護士登録。商法研究のためにドイツ、イギリスに留学（ - 1927年）。1928年中央大学法学部教授に就く。1941年中央大学評議員。1947年中央大学理事（ - 1951年）。1951年中央大学法学部長（ - 1957年）。1960年中央大学理事（ - 1974年）。1961年中央大学学長。1962年中央大学総長・理事長。1963年日本比較法研究所所長（ - 1966年）。1964年中央大学大学院法学研究科長。1967年中央大学定年退職。同名誉教授。1968年学園紛争で中央大学理事長・総長・学長退任。酒問屋升本総本店社長（ - 1980年）。1975年中央大学顧問（ - 1980年）。1980年11月28日に急性心不全のため逝去。

## 受章
- 勲二等旭日重光章（1970年）

## 著作
- 『手形法小切手法論』（巌松堂、1935年）
- 『手形法小切手法概要』（巌松堂、1940年）
- 『手形法小切手法（法律学全書）』（評論社、1949年）
- 『有価証券法』（評論社、1953年）

## 親族
- 養父は升本喜兵衛 (三代)（酒問屋升本総本店3代目社長）
- 実弟は佐々木良作（元民社党委員長）
- 従兄弟は本林譲（最高裁判事）
- 妻・喜亥子 ‐ 養父の長女。跡見高女卒。[2]
- 長男・喜八郎 ‐ 日本発送電などを経て升本総本店社長。早大政経学部卒。[3]
- 二男・逸夫 ‐ 三井信託銀行を経て三信ファイナンス、三信信用保証、セントラル開発、升本総本店各社長。東大経済学部卒。[3]

## 門下生
- 高窪利一